# 唐一菲
唐一菲（1981年1月27日—），原名唐璐，女，汉族，湖北武汉人，中国演员。

## 生平
早年毕业于中央戏剧学院表演系。
2003年，唐一菲出演的愛情片《幽媾》上映，她也因此正式出道。
2011年证实，她男朋友是演员凌潇肃，二人开始交往于凌潇肃和前妻姚晨婚姻存续期间。2012年6月7日在武汉和凌潇肃成婚。

## 影视作品

### 电视剧
- 2004年《玻璃婚》饰 蒋小萌
- 2004年《福禄寿三星报喜》饰 余双喜
- 2004年《魔术奇缘》饰 郑亚楠
- 2005年《相约E时代》饰 付莹
- 2006年《大人物》饰 倩宁
- 2006年《翡翠王》饰 卢真
- 2008年《精武陈真》饰 千代
- 2010年《红楼梦》饰 秦可卿、警幻仙子
- 2010年《天涯织女》饰 韩贵妃
- 2010年《秋霜》饰 费华
- 2010年《郎心如铁》饰 曹桦
- 2011年《夺粮剿匪记》饰 刘美玉
- 2011年《吃亏是福》饰 小丽
- 2012年《虎符传奇》饰 念奴
- 2012年《钟馗传说》饰 公主
- 2012年《独刺》饰 蔚蓝
- 2012年《正者无敌》饰 王如烟
- 2012年《蝴蝶行动》饰 赵欣梦,赵千梦
- 2012年《蓝蝶之谜》饰 蓝依婷
- 2014年《战火连天》饰 高凤

### 电影
- 2003年《darkness bride》中文名《幽媾》
- 2006年《追爱总动员》 饰演 迟莉
- 2007年《分身情旅》饰演 萧听琴
- 2007年《约翰拉贝》（西片）饰演 女歌手
- 2008年《赤裸战士》 导演：王晶 饰演 女杀手一号
- 2008年《消失的村庄》饰演 芸草
- 2009年《未來警察》导演：王晶，饰演 斐娜
- 2010年《异空危情》 饰演 萧听琴
- 2011年《夜惊魂》 饰演 袁晶

## 获奖
- 2011年南方盛典 最佳女配角奖《秋霜》
- 2012年华鼎奖 凭《正者無敵》获中国近代革命题材电视剧最佳女演员